# De belofte van Pisa
De belofte van Pisa is de debuutroman van de Nederlandse schrijver Mano Bouzamour. Het boek verscheen in 2013 en is onder andere vertaald in het Duits en Spaans.
In 2019 verscheen de verfilming van de roman, geregisseerd door Norbert ter Hall.
Schrijver Bouzamour kreeg vanuit de Marokkaanse gemeenschap felle kritiek te verduren naar aanleiding van het boek.
In de proloog wordt verteld dat Samir (Sam) Zafar wordt aangenomen op het Hervormd Lyceum in Amsterdam-Zuid. Zijn broer, die twaalf jaar ouder is, is met hem meegegaan. Met zijn drieën (de Marokkaanse vriend Soesi gaat ook mee) gaan ze dit vieren in ijssalon Pisa. Daar dwingt broer de belofte af dat Sam het vwo-diploma zal halen. Van Soesi krijgt Sam een seizoenkaart voor Ajax maar ook twee kaarten voor een pianoconcert Canto Ostinato. Sam kan later zelf ook lekker piano spelen: hij heeft een schoolcompetitie (het Gouden Roos-festival) gewonnen. De piano die ze thuis hebben staan, is gewoon gestolen door zijn broer en Soesi. Wanneer ze vertrekken uit de ijssalon wordt zowel Soesi als zijn broer opgepakt. Later wordt duidelijk dat ze een geldtranspoort hebben overvallen, veel geld hebben buitgemaakt (€ 125.000) en dat geld in een terrarium hebben verstopt. Ze dachten dat Samir toen sliep.